# Xarxa neuronal convolutiva

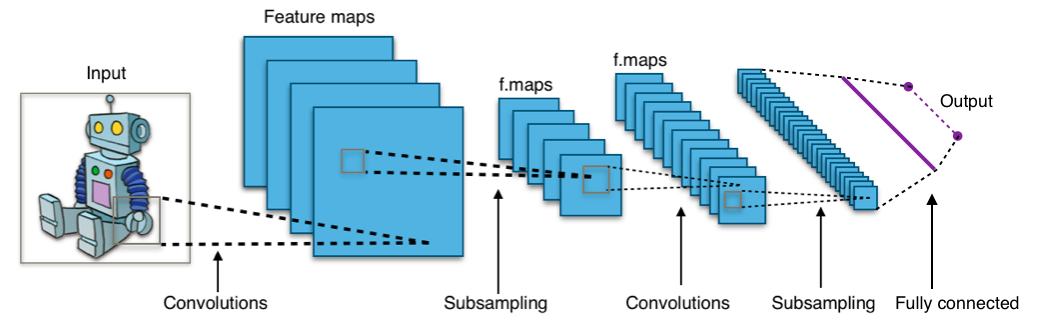
Fig.1 Esquema de blocs d'una Xarxa neuronal convolutiva

Una xarxa neuronal convolutiva (l'acrònim anglès és CNN), en aprenentatge automàtic, és un tipus de xarxa neuronal artificial que disposa de connectivitat entre neurones inspirada pel còrtex visual dels animals. La resposta d'aquestes neurones corticals pot ser aproximada matemàticament per una funció de convolució. Les aplicacions de les CNN són el reconeixement d'imatges, sistemes de recomanació i processament del llenguatge.

## Història
- 1990: primera CNN anomenada LeNet.[2]
- 2012: AlexNet
- 2013: ZF Net
- 2014: GoogleLeNet i VGGNet
- 2015: ResNets
- 2016: DenseNet

## Aplicacions
Se'n poden esmentar:
- Reconeixement d'àudio i d'imatges.
- Processament d'àudio i de vídeo.
- Processat del llenguatge.
- Reconeixement de noves fórmules químiques
- Algorismes de jocs: escacs, go.

## Implementacions

### Programari
Llibreries de programari: Caffe (de Berkeley Vision and Learning Center BVLC), TensorFlow (de Google), Theano (en Python), CNTF (Microsoft), Arm NN (ARM), compilador GLOW, compilador XLA

### Maquinari
Circuits integrats: K-Eye (de KAIST), TPU (de Google), FlexNoc 4 (Arteris), plataforma Goya (Habana Labs), HiFi 5 (Cadence)